# Carrillos
Carrillos es un distrito del cantón de Poás, en la provincia de Alajuela, de Costa Rica.

## Geografía
Carrillos cuenta con un área de 10,13 km² y una altitud media de 812 m s. n. m.

## Demografía
Para el año 2022, Carrillos cuenta con una población estimada de 10 399 habitantes, y para el último censo efectuado, en 2011, Carrillos contaba con una población de 9228 habitantes.

## Localidades
- Cabecera: Carrillos Bajo. (Villa).
- Barrios: Bajo Barahona, Cuatro Esquinas, Santísima Trinidad.
- Poblados: Carrillos Alto, Rincón, Sonora.

## Transporte

### Carreteras
Al distrito lo atraviesan las siguientes rutas nacionales de carretera:
- Ruta nacional 118
- Ruta nacional 723￼, carretera nacional Chilamate.